# جافربيغي سفلي (مقاطعة دلفان)
جافربيغي سفلي (بالفارسية: جافربیگی سفلی) هي قرية تقع في قسم خاوة الجنوبي الريفي (مقاطعة دلفان) في إيران. يقدر عدد سكانها بـ 103 نسمة بحسب إحصاء 2016.